# Comuna Berceni, Prahova
Berceni (în trecut, Moara din Cupe) este o comună în județul Prahova, Muntenia, România, formată din satele Berceni (reședința), Cartierul Dâmbu, Cătunu, Corlătești și Moara Nouă.

## Așezare
Comuna se află în vecinătatea sud-estică a municipiului Ploiești, pe malul drept (de vest) al Teleajenului. Prin satul Moara Nouă trece șoseaua națională DN1A, drum-variantă de legătură între București, Ploiești și Brașov, în zona în care ea constituie centura de est a Ploieștiului. Lângă Moara Nouă, acest drum se intersectează cu șoseaua județeană DJ139, care leagă comuna spre nord-vest de Ploiești și spre sud de Râfov. Ea este traversată și de calea ferată Ploiești–Buzău, dar aceasta nu are nicio stație pe teritoriul comunei, cea mai apropiată fiind gara Ploiești Est.

## Demografie
Componența etnică a comunei Berceni
     Români (92,91%)
     Alte etnii (0,1%)
     Necunoscută (6,99%)
Componența confesională a comunei Berceni
     Ortodocși (89,76%)
     Alte religii (2,45%)
     Necunoscută (7,8%)
Conform recensământului efectuat în 2021, populația comunei Berceni se ridică la 5.925 de locuitori, în scădere față de recensământul anterior din 2011, când fuseseră înregistrați 6.186 de locuitori. Majoritatea locuitorilor sunt români (92,91%), iar pentru 6,99% nu se cunoaște apartenența etnică. Din punct de vedere confesional, majoritatea locuitorilor sunt ortodocși (89,76%), iar pentru 7,8% nu se cunoaște apartenența confesională.

## Politică și administrație
Comuna Berceni este administrată de un primar și un consiliu local compus din 15 consilieri. Primarul, Cosmina Ramona Pandele[*], de la Partidul Național Liberal, este în funcție din 2016. Începând cu alegerile locale din 2024, consiliul local are următoarea componență pe partide politice:
|  | Partid                          | Consilieri | Componența Consiliului | Componența Consiliului | Componența Consiliului | Componența Consiliului | Componența Consiliului | Componența Consiliului | Componența Consiliului | Componența Consiliului | Componența Consiliului |
|  | ------------------------------- | ---------- | ---------------------- | ---------------------- | ---------------------- | ---------------------- | ---------------------- | ---------------------- | ---------------------- | ---------------------- | ---------------------- |
|  | Partidul Național Liberal       | 9          |                        |                        |                        |                        |                        |                        |                        |                        |                        |
|  | Alianța pentru Unirea Românilor | 2          |                        |                        |                        |                        |                        |                        |                        |                        |                        |
|  | Partidul Social Democrat        | 2          |                        |                        |                        |                        |                        |                        |                        |                        |                        |
|  | Partidul Puterii Umaniste       | 1          |                        |                        |                        |                        |                        |                        |                        |                        |                        |
|  | Alianța Dreapta Unită           | 1          |                        |                        |                        |                        |                        |                        |                        |                        |                        |

## Istorie
În 1898, comuna era formată doar din satele Berceni și Cătunu, și făcea parte din plasa Cricovul a județului Prahova. Ea avea o populație totală de 712 locuitori; o școală datând din 1893, în care învățau 100 de copii (dintre care 44 fete), și o biserică, construită în 1891. Locuitorii se ocupau cu agricultura, desfăcându-și produsele la Ploiești. Celelalte localități făceau parte din comune și plăși diferite. Astfel, Moara Nouă făcea parte din comuna Ploieștiori (plasa Târgușorul), iar satul Corlătești era reședința unei comune din plasa Crivina, comună ce avea 431 de locuitori și o biserică datând din 1792.
În perioada interbelică, s-a regăsit în plasa Ploiești a județului Prahova. În 1925, comuna Berceni fusese desființată și inclusă în comuna Corlătești, cu reședința în satul Berceni și având în compunere satele Berceni, Cătunu, Corlătești și Ghighiu (compoziție apropiată de cea actuală). Ea avea atunci 1986 de locuitori. În 1931, comunele Corlătești și Berceni s-au separat din nou, iar satul Moara Nouă a trecut și el la comuna Berceni. În 1950, comunele Berceni și Corlătești au fost arondate orașului regional Ploiești, reședința regiunii Prahova și apoi (după 1952) a regiunii Ploiești. În 1968, comuna Berceni a devenit comună suburbană a municipiului Ploiești, înglobând și satul Corlătești din comuna Corlătești, care s-a desființat atunci, precum și localitatea Cartier Dâmbu. Din 1981, comunele suburbane au fost resubordonate județelor din care făceau parte, și astfel comuna a trecut din nou direct în componența județului Prahova.

## Monumente istorice

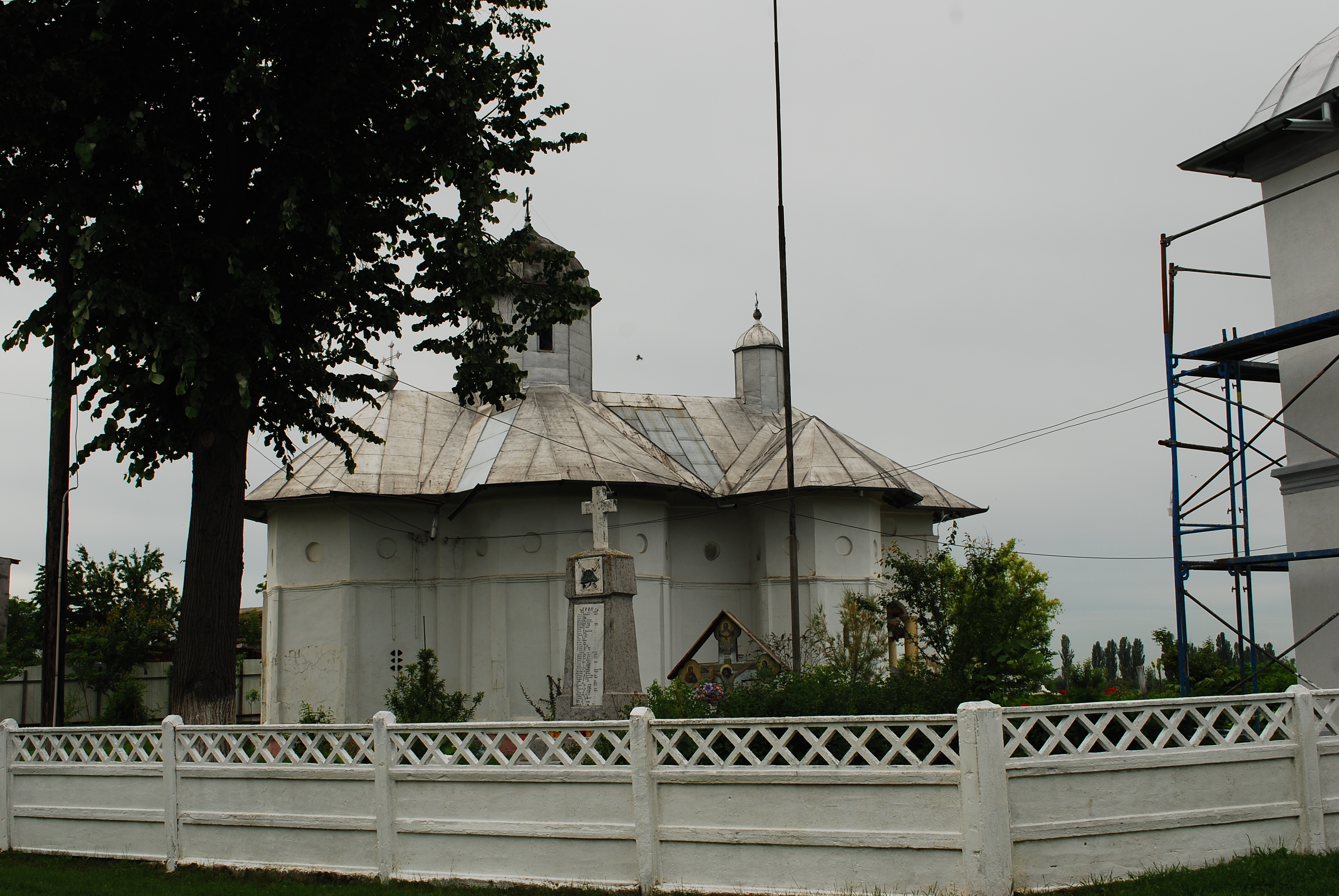
Biserica „Sfântul Nicolae” și „Sfântul Eustație Plachida” din Corlătești, monument istoric de interes național

În comuna Berceni se află ansamblul bisericii „Sfântul Nicolae” și „Sfântul Eustație Plachida” (1792) din satul Corlătești, ansamblu-monument istoric de arhitectură de interes național, format din biserica propriu-zisă și turnul-clopotniță.

## Stemă

### Descriere
Stema comunei Berceni, potrivit anexei nr. 1.3 din Hotărârea de Guvern numărul 1891/2004, publicată în Monitorul Oficial al României numărul 1077 din 16 noiembrie 2004, se compune dintr-un scut triunghiular cu marginile rotunjite, tăiat. Pe fond roșu, în dreapta, se află un turn de cetate, având un zid spre stânga, toate de aur; la baza turnului se află un leu rampant orientat spre dreapta, ieșind din zidul cetății, totul de aur. În câmp de azur se află o sabie de argint, cu mânerul în jos. Scutul este trimbrat de o coroană murală de argint, cu un turn crenelat.

### Semnificație
Compoziția heraldică reprezintă tradiția istorică locală ce se leagă de familia Kretzulescu, vechi boieri din Țara Românească. Coroana murală cu un turn crenelat semnifică faptul că localitatea are rangul de comună.